# Funny yanqing
Funny yanqing is een spinnensoort uit de familie Macrobunidae. De soort komt voor in China.